# الباب الموصد
البَابُ الموصدُ هو فيلم كوَيتيٌّ أُنتِج عام 1965م، يتناول أَحداث انْتِشارٍ مرض الكُولِيرا فِي الكوَيتُ عام 1831م، والذِي راح ضَحيَّتهُ حوالي 60% من السُّكّان آنذاك.

## القِصَّة
قصة الفيلم مقتبسة من أحداث حقيقية وهي «تدور حول تفشي الكوليرا في الكويت عام 1831، حيث يموت الآلاف من السكان، ويبقى سكان منزل واحد على قيد الحياة، لكن فاطمة وهي زوجة لشاب يسكن في هذا المنزل، تصر على أنها ترغب برؤية أهلها والاطمئنان عليهم، فتخرج من المنزل وتذهب لأهلها، لكنها تجدهم ميتين، فتعود إلى منزل زوجها لكنهم يرفضوا فتح الباب لها خوفا من انتقال العدوى لهم، فتموت فاطمة على باب المنزل.»

## طاقم العمل
- مريم الصالح
- لطفي عبد الحميد
- جاسم النبهان
- عبد الرزاق نصيف
- عبد الجبار عبد المجيد